# Frank Klingebiel
Frank Klingebiel (* 9. Juni 1964 in Salzgitter) ist ein deutscher Politiker (CDU) und seit 2006 Oberbürgermeister der Stadt Salzgitter.

## Leben
Nach dem Abitur im Jahre 1984 am Gymnasium Salzgitter-Bad schlug er die Laufbahn des gehobenen Dienstes der Bundesvermögensverwaltung ein und wurde 1987 Diplom-Finanzwirt. Im Anschluss an die Ausbildung nahm er eine Beschäftigung beim Bundesvermögensamt in Soltau auf. Nach dem Grundwehrdienst (1988–1989) arbeitete er beim Landkreis Goslar (1989–1994), von wo er 1994 in das Niedersächsische Ministerium für Wirtschaft, Technologie und Verkehr wechselte. Seit 1997 war Klingebiel im Niedersächsischen Ministerium für Inneres und Sport tätig. Dort war er seit 1999 zuständig für die Bewirtschaftung und Verteilung des Bedarfszuweisungsfonds, sowie die oberste Finanzaufsicht über die niedersächsischen Gemeinden, Samtgemeinden und Landkreise.
Klingebiel engagiert sich in Vereinen aus Salzgitter. Er ist Freizeitsportler und widmet sich darüber hinaus der Nachwuchsförderung als Fußballjugendtrainer. Klingebiel ist Mitglied eines Kleinkunstvereins in Salzgitter.
2006 erreichte der Kandidat der CDU bei der Wahl für das Amt des Oberbürgermeisters der Stadt Salzgitter die Stichwahl gegen den damaligen Amtsinhaber Helmut Knebel, die er am 24. September 2006 mit 51,7 % der Stimmen gewann. Am 1. November 2006 wurde Klingebiel als Oberbürgermeister vereidigt.
Im Juni 2010 wurde Klingebiel zum Präsidenten des Niedersächsischen Städtetages (NST) gewählt. Mit Wirkung vom 1. Juni 2012 wurde Klingebiel zum Mitglied des Aufsichtsrates der Norddeutschen Landesbank berufen. Hierzu gab er an, in diesem Gremium die Interessen des Braunschweiger Lands vertreten zu wollen.
Bei den Oberbürgermeisterwahlen 2014 und 2021 wurde Klingebiel jedes Mal im Amt bestätigt, 2014 erzielte er im ersten Wahlgang 65 % der Stimmen, 2021 wurde er im ersten Wahlgang von 55 % der Wähler gewählt. Er ist der dienstälteste Oberbürgermeister Niedersachsens.
Klingebiel ist katholisch, verheiratet und hat zwei Kinder.

## Belege
1. ↑  Stadt Salzgitter: Wahlergebnis Oberbürgermeisterwahl 2006
2. ↑   Pressemitteilung des NST vom 19. Juni 2010
3. ↑   Website der Stadt Salzgitter, abgerufen am 29. Mai 2012. (Memento vom 24. September 2015 im Internet Archive)
4. ↑  Stadt Salzgitter: Wahlergebnis Oberbürgermeisterwahl 2014 (Memento vom 25. September 2020 im Internet Archive)
5. ↑  Stadt Salzgitter: Wahlergebnis Oberbürgermeisterwahl 2021

| Vorgänger     | Amt                                        | Nachfolger |
| ------------- | ------------------------------------------ | ---------- |
| Helmut Knebel | Oberbürgermeister von Salzgitter seit 2006 | —          |

| Personendaten    | Personendaten                                              |
| ---------------- | ---------------------------------------------------------- |
| NAME             | Klingebiel, Frank                                          |
| KURZBESCHREIBUNG | deutscher Politiker (CDU), Oberbürgermeister in Salzgitter |
| GEBURTSDATUM     | 9. Juni 1964                                               |
| GEBURTSORT       | Salzgitter-Bad                                             |